# Jessica Pegula
Jessica Pegula (født 24. februar 1994 i Buffalo, New York, USA) er en professionel tennisspiller fra USA.